# Rinxent
Rinxent település Franciaországban, Pas-de-Calais megyében. Lakosainak száma 3007 fő (2022. január 1.). Rinxent Ferques, Marquise, Rety és Wierre-Effroy községekkel határos.

## Népesség
A település népessége az elmúlt években az alábbi módon változott:
| Lakosok száma | 2862 | 2944 | 3003 | 3001 | 3015 | 3038 | 3048 | 3028 | 3007 |
|               | 2013 | 2015 | 2016 | 2017 | 2018 | 2019 | 2020 | 2021 | 2022 |